# Svržno (przystanek kolejowy)
Svržno – przystanek kolejowy w miejscowości Svržno, w kraju pilzneńskim, w Czechach. Położona jest na wysokości 435 m n.p.m.
Na przystanku nie ma możliwość zakupu biletów, a obsługa podróżnych odbywa się w pociągu. 

## Linie kolejowe
- 184 Domažlice - Planá u Mariánských Lázní